# Меликават

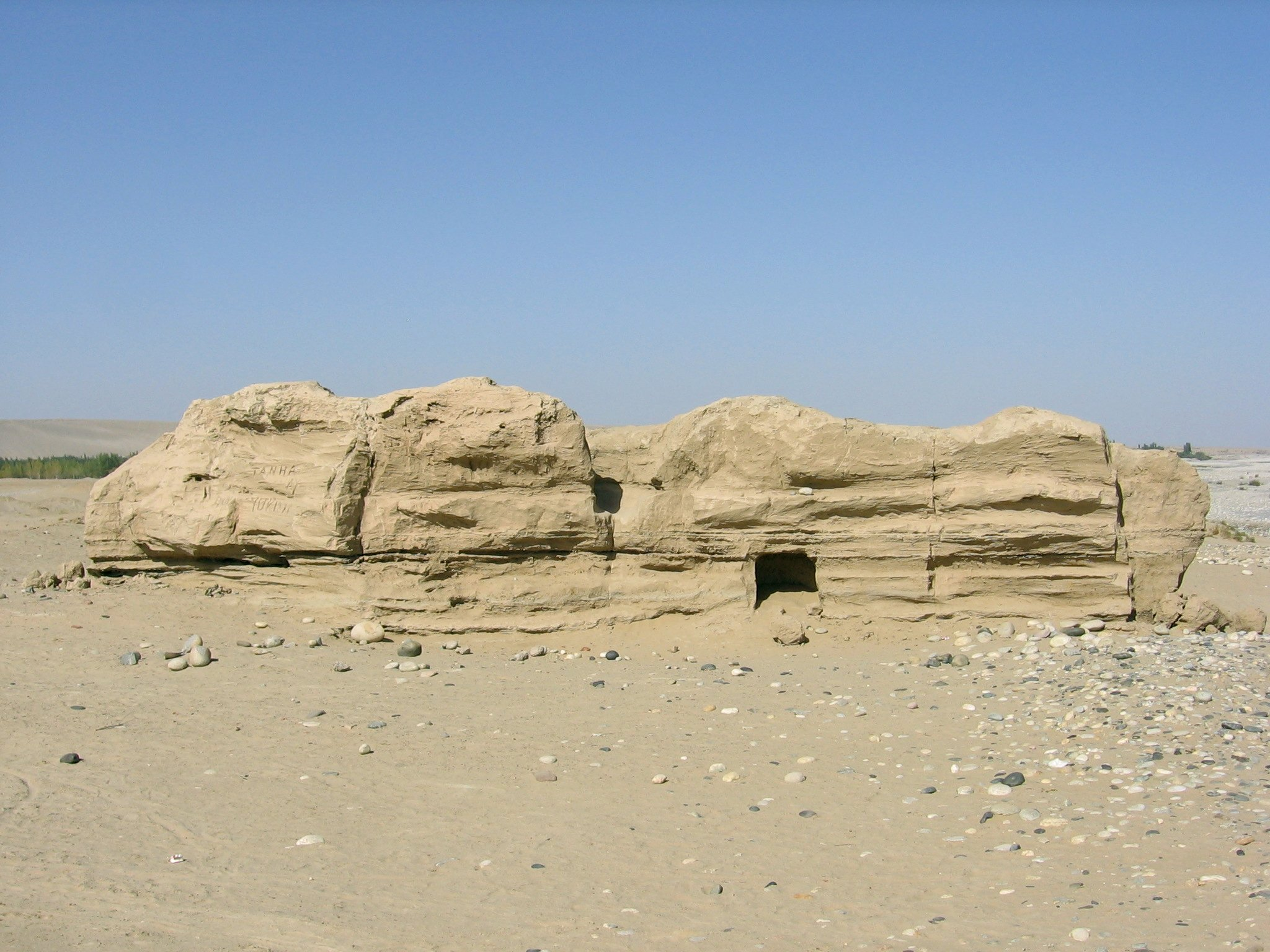
Руины Меликавата

Меликават (кит. 买力克阿瓦提古城, пиньинь: Mǎilìkè'āwǎtí Gǔchéng; кит. 玛利克瓦特古城, пиньинь: Mǎlìkèwǎtè Gǔchéng; есть и другие китайские варианты написания) — это археологический памятник, расположенный в 18 милях (30 км) к югу от Хотана, Синьцзян, на северо-западе Китая. Когда-то это был город, который функционировал как крупный буддийский центр в королевстве Хотан и, возможно, был столицей королевства. Вероятно, первыми обитателями этого места были тохары. Сегодня здесь сохранились остатки стен, стекла и керамики.